# Calisto Veratti
Calisto Veratti (Varese, 1840 – Varese, 17 ottobre 1889) è stato un politico italiano.

## Biografia
Appartenne per matrimonio alla nobile famiglia dei Cicogna Mozzoni e ricoprì la carica di sindaco della città giardino.